# Centaurea thirkei
Centaurea thirkei — вид рослин з родини айстрових (Asteraceae), поширений у Румунії, Болгарії, Молдові, Туреччині.

## Поширення
Поширений у Румунії, Болгарії, Молдові, Туреччині.